# Porosteugnathus
Porosteugnathus es un género extinto de sinápsido no mamífero.